# Lerner-Index
Der Lerner-Index, auch Lerner’scher Monopolgrad genannt, ist ein nach dem US-amerikanischen Ökonom Abba P. Lerner benanntes Maß für die Marktmacht beziehungsweise die Preissetzungsmacht eines Unternehmens.

## Definition
Der Lerner-Index ist wie folgt definiert:
{\displaystyle L={p-GK \over p}}
Dabei steht {\displaystyle p} für den Preis und {\displaystyle GK} für die Grenzkosten. 

## Bedeutung
Die Indexgröße drückt aus, wie stark ein Marktakteur seinen Preis oberhalb der Grenzkosten setzen kann (das heißt wie hoch sein so genannter Markup ist), und zwar nicht in absoluten Größen, sondern relativ zum Preisniveau selbst. Der Lerner-Index fungiert so in vielen Anwendungen als Maß für die Marktmacht (den „Monopolgrad“) des betrachteten Anbieters: Während in einem kompetitiven Umfeld strikte Gleichheit des Preises und der Grenzkosten vorherrscht (es treten so lange neue Akteure in den Markt ein, bis der Gewinn jedes Unternehmens null beträgt) und der Lerner-Index dementsprechend null beträgt, kann ein Monopolist positive Gewinne realisieren, was wiederum seinen Niederschlag in einem höheren Lerner-Index findet.
Der Lerner-Index ist in der Realität nicht einfach zu berechnen. Preise lassen sich zwar für viele Produkte leicht bestimmen, doch sind die Kostenstrukturen der Unternehmen für Außenstehende praktisch immer unbekannt. Die Unternehmen bewerten Kosteninformationen als wettbewerbssensitiv. Trotzdem lassen sich gewisse Aspekte der Kostenstruktur abschätzen. Beispielsweise sind Telefon- oder Energie-Infrastruktur teilweise durch die Regierung reguliert, die für diesen Zweck gewisse Daten erhebt, aus denen Wirtschaftswissenschaftler wiederum Rückschlüsse ziehen. Andererseits kann man auch Hochrechnungen anstellen, wenn man in einem Wirtschaftszweig eine kleinere Firma und deren Kosten kennt.

## Verwendung und Bedeutung bei der Gewinnmaximierung einer Unternehmung
Für sich betrachtet kann der Lerner-Index beliebige Werte annehmen. Dies gilt jedoch nicht, wenn der betrachtete Anbieter im abstrakten Modell gewinnmaximierend produziert.

### Optimalitätsbedingung des Ein-Produkt-Monopolisten
Ausgehend vom allgemeinen Gewinnmaximierungsproblem eines Ein-Produkt-Monopolisten,
{\displaystyle \max _{q}p(q)\cdot q-c(q)}
(mit {\displaystyle q} der Gütermenge, {\displaystyle p(q)} der Preis-Absatz-Funktion und {\displaystyle c(q)} der Kostenfunktion), lautet die zugehörige Optimalitätsbedingung erster Ordnung
{\displaystyle p'(q^{*})\cdot q^{*}+p(q^{*})-c'(q^{*})=0\Leftrightarrow p(q^{*})-c'(q^{*})=-p'(q^{*})\cdot q^{*}}.
Sie lässt sich durch Division beider Seiten durch {\displaystyle p(q^{*})} auf folgende Form bringen:
{\displaystyle {\frac {p(q^{*})-c'(q^{*})}{p(q^{*})}}=-{\frac {p'(q^{*})\cdot q^{*}}{p(q^{*})}}=-\left({\frac {\mathrm {d} p}{\mathrm {d} q}}{\frac {q^{*}}{p^{*}}}\right)}
Die rechte Seite dieser Gleichung ist aber gerade der Kehrwert des Absolutbetrages der Nachfrageelastizität {\displaystyle \epsilon _{p}\equiv \left(\mathrm {d} q/\mathrm {d} p\right)\cdot (p/q)}. Folglich gilt im Gewinnmaximum:
{\displaystyle {L={\frac {1}{|\epsilon _{p}|}}}}.

### Implikationen für den Lerner-Index
Im Gewinnoptimum der Unternehmung kann der Lerner-Index gemäß dem Überstehenden prinzipiell Werte zwischen 0 und 1 annehmen. Dabei bedeutet ein größerer Wert mehr Marktmacht. Die beiden extremen Werte kann man dabei als extreme Pole der Marktsituationen vollkommene Konkurrenz (L=0, gar keine Marktmacht) und (vollkommenes) Monopol (L=1, maximale Marktmacht) ansehen. Werte dazwischen deuten auf geringere Monopolgrade hin, mithin also Formen von Oligopolen.
Der Markup hängt hier unmittelbar von der Preiselastizität der Nachfrage ab und verhält sich zu ihr indirekt proportional, d. h. je größer (bzw. kleiner) die Preiselastizität wird, desto kleiner (bzw. größer) wird der Lerner-Index. Hier ist zu beachten, dass ein Wert von Null nur (approximativ) erreicht werden kann, wenn der Nenner gegen unendlich strebt; diesen theoretischen Fall nennt man vollkommen elastische Nachfrage. Ein Wert von Eins wird erreicht wenn gerade die Preiselastizität Eins ist (proportional elastisch). Nun kann die Preiselastizität prinzipiell auch andere Werte annehmen (z. B. 1/2), die mit dem Wertebereich des Lerner-Index nicht vereinbar wären. Diesen Bereich {\displaystyle 0<|\epsilon |<1} nennt man unelastisch. Man geht davon aus, dass der Lerner-Index den Wert 1 nicht überschreiten kann, da ein profitmaximierender Monopolist nie auf dem unelastischen Abschnitt seiner Nachfragekurve produzieren würde.
Insgesamt wird an dieser Formulierung der Optimalitätsbedingung deutlich, dass ein gewinnmaximierender Monopolist stets über einen positiven Markup verfügt – der von ihm gesetzte Preis ist höher als dies im vollkommenen Wettbewerb der Fall wäre bzw. sein könnte. Man ersieht hieran auch, warum das Gleichgewicht im Monopol nicht sozial optimal ist: Ein Kontinuum an Nachfragern vorausgesetzt verlangt der Monopolist strikt mehr als er eigentlich könnte, um gerade noch kostendeckend zu produzieren oder, anders formuliert, er könnte seinen Preis um eine marginale Einheit senken, damit immer noch einen positiven Gewinn aus der Mehrproduktion realisieren und zugleich einem zusätzlichen Nachfrager zu einem Nutzenzugewinn verhelfen (infolge des Preisrückgangs würden überdies alle bisherigen Nachfrager ebenfalls eine Nutzensteigerung erfahren). Er tut dies aber gerade nicht, weil er nicht zwischen Nachfragern diskriminieren (das heißt von ihnen unterschiedliche Preise verlangen) kann und es für ihn lohnender ist, einige Nachfrager durch einen höheren Preis vom Konsum auszuschließen als den Preis für alle Nachfrager zu senken; die Monopolmenge bleibt analog hinter der Polypolmenge zurück.

## Defizite des Lerner-Index als Messgröße für den Monopolgrad
Praktisch eignet sich der Lerner-Index nur bedingt als Maß des Monopolgrades. Neben den bereits überstehend skizzierten Problemen bei seiner Berechnung (bzw. der Berechnung der Grenzkosten) bestehen auch andere Defizite. So lässt der Index beispielsweise außer Acht, dass ein Monopolcharakter auch aus der Existenz von Marktzutrittsbarrieren erwachsen kann; liegen solche vor, mag zwar der Markup aus verschiedenen (nachfrageinduzierten) Gründen eher gering sein, gleichwohl kann der Monopolstatus der Unternehmung außerordentlich stark ausgeprägt sein, weil sie gegen den Wettbewerb durch potenzielle Mitbewerber anderweitig „abgeschottet“ wird. Zudem wird nicht erfasst, dass Produkte üblicherweise nicht vollkommen homogen sind; ein Unternehmen kann auch allein deshalb die Möglichkeit zu einem höheren Markup haben, weil die angebotene Produktqualität diejenige vergleichbarer Produkte von anderen Anbietern übersteigt. Weiter lässt der Index Fälle von unvollständiger oder asymmetrischer Information auf Märkten unberücksichtigt; Abweichungen zwischen den Grenzkosten und dem Preis können nicht nur der Preissetzungsmacht der Unternehmung geschuldet sein, sondern vielmehr dem Grad der Unvollkommenheit der Markt- bzw. Wettbewerbsstruktur. Damit einher geht das Problem, dass realiter nicht nur Grenzkosten für die Preissetzung relevant sind, sondern auch Fixkostenunterschiede (und damit Durchschnittskostenunterschiede) zwischen Unternehmen, die Preisausschläge begründen können, ohne dass dies einer signifikanteren Monopolstellung entspringen mag.